# Rainer Schüttler

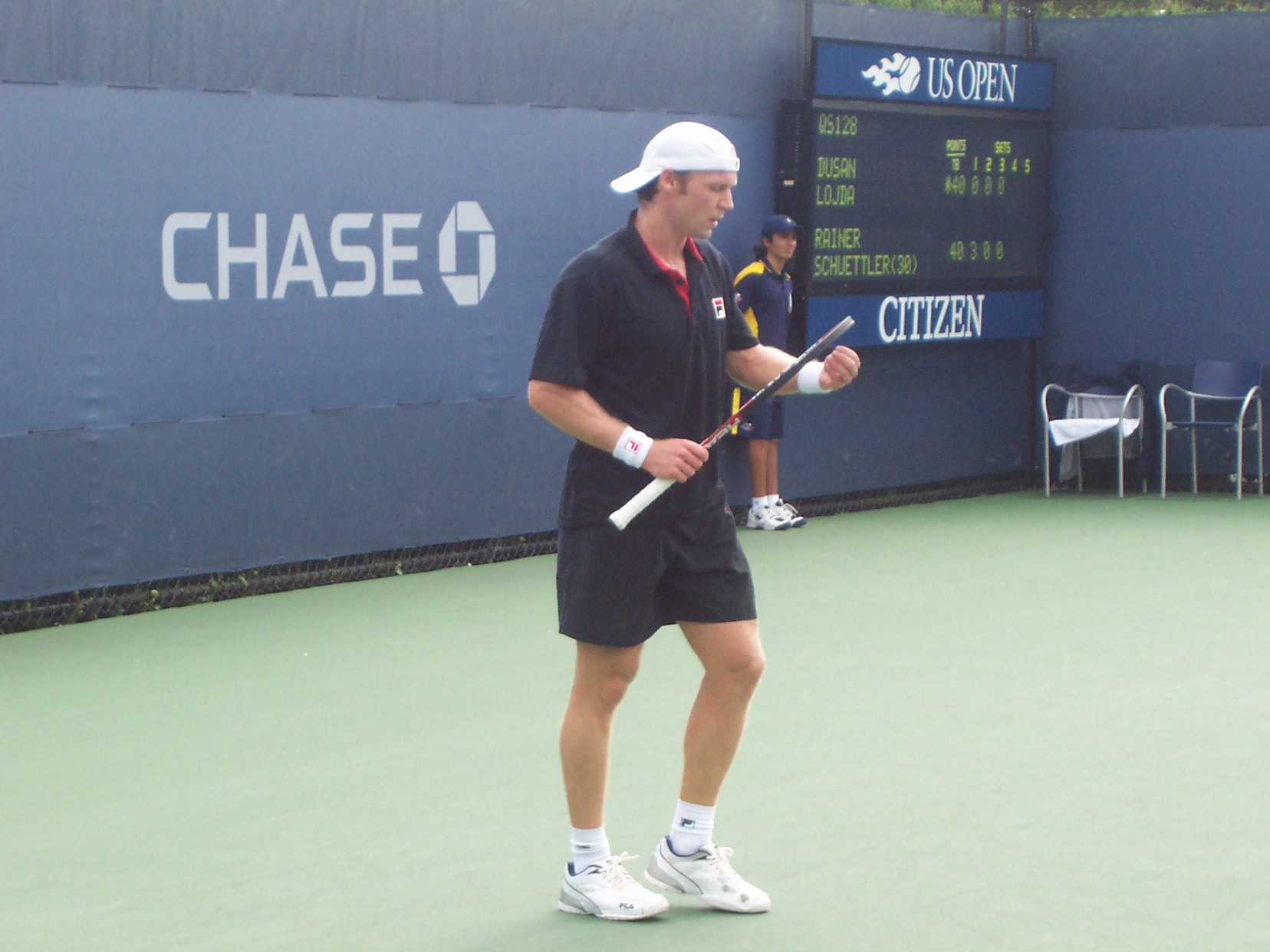
Schüttler op de US Open 2007

Rainer Schüttler, ook vaak gespeld als Schuettler, (Korbach, 25 april 1976) is een voormalig Duitse tennisser.

## Carrière
Schüttler werd in 1995 prof. Hij begon met tennis op tienjarige leeftijd.
Schüttler behaalde zijn beste resultaat in een grandslamtoernooi bij de Australian Open in 2003, toen hij tegen alle verwachtingen de finale bereikte na overwinningen op onder andere Andy Roddick en Richard Krajicek. In de eindstrijd verloor hij echter kansloos van Andre Agassi in drie sets. In dat jaar bereikte hij ook nog de 4e ronde's van Roland Garros en de US Open.
Dankzij dat goede resultaten dat jaar kreeg hij toegang tot de Masters Cup aan het einde van het seizoen. Daar klopte hij opnieuw Roddick en haalde hij de halve finales, maar daarin kwam hij weer Aggasi tegen die hem (weer) versloeg, met 7-5, 0-6 en 4-6.

## Palmares
| Legenda                       | Legenda               |
| ----------------------------- | --------------------- |
| Grand Slam                    |                       |
| Olympische Spelen             |                       |
| tot 2009                      | vanaf 2009            |
| Tennis Masters Cup            | ATP Finals            |
| ATP Masters Series            | ATP Tour Masters 1000 |
| ATP International Series Gold | ATP Tour 500          |
| ATP International Series      | ATP Tour 250          |

### Enkelspel
| Nr.              | Datum             | Toernooi            | Ondergrond    | Tegenstander in finale | Score                 | Details |
| ---------------- | ----------------- | ------------------- | ------------- | ---------------------- | --------------------- | ------- |
| Gewonnen finales |                   |                     |               |                        |                       |         |
| 1.               | 4 januari 1999    | ATP Doha            | Hardcourt     | Tim Henman             | 6-4, 6-7, 6-1         | Details |
| 2.               | 17 september 2001 | ATP Shanghai        | Hardcourt     | Michel Kratochvil      | 6-3, 6-4              | Details |
| 3.               | 29 september 2003 | ATP Tokio           | Hardcourt     | Sébastien Grosjean     | 7-6, 6-2              | Details |
| 4.               | 6 oktober 2003    | ATP Lyon            | Tapijt (i)    | Arnaud Clément         | 7-5, 6-3              | Details |
| Verloren finales |                   |                     |               |                        |                       |         |
| 1.               | 5 april 1999      | ATP Chennai         | Hardcourt     | Byron Black            | 4-6, 6-1, 3-6         | Details |
| 2.               | 3 januari 2000    | ATP Doha            | Hardcourt     | Fabrice Santoro        | 6-3, 5-7, 0-3, opgave | Details |
| 3.               | 24 september 2001 | ATP Hong Kong       | Hardcourt     | Marcelo Ríos           | 6-7(3), 2-6           | Details |
| 4.               | 22 oktober 2001   | ATP Sint-Petersburg | Hardcourt (i) | Marat Safin            | 6-3, 3-6, 3-6         | Details |
| 5.               | 29 april 2002     | ATP München         | Gravel        | Younes El Aynaoui      | 4-6, 4-6              | Details |
| 6.               | 13 januari 2003   | Australian Open     | Hardcourt     | Andre Agassi           | 2-6, 2-6, 1-6         | Details |
| 7.               | 8 september 2003  | ATP Costa do Sauipe | Hardcourt     | Sjeng Schalken         | 2-6, 4-6              | Details |
| 8.               | 19 april 2004     | ATP Monte Carlo     | Gravel        | Guillermo Coria        | 2-6, 1-6, 3-6         | Details |

## Prestatietabel
| Legenda | Legenda                          |
| ------- | -------------------------------- |
| g.t.    | geen toernooi gehouden           |
| l.c.    | lagere categorie                 |
| –       | niet deelgenomen                 |
| G       | uitgeschakeld in de groepsfase   |
| 1R      | uitgeschakeld in de eerste ronde |
| 2R      | uitgeschakeld in de tweede ronde |
| 3R      | uitgeschakeld in de derde ronde  |
| 4R      | uitgeschakeld in de vierde ronde |
| KF      | uitgeschakeld in de kwartfinale  |
| HF      | uitgeschakeld in de halve finale |
| F       | de finale verloren               |
| W       | het toernooi gewonnen            |
| w-v     | winst/verlies-balans             |

### Resultatentabel enkelspel
Deze gegevens zijn bijgewerkt tot en met 18 augustus 2009
| Grandslamtoernooien   |               |               |               |               |               |               |               |               |               |               |               |               |         |
| Australian Open       | –             | 1R            | 2R            | 4R            | 3R            | F             | 1R            | 2R            | 1R            | 1R            | 2R            | 1R            | 13-11   |
| Roland Garros         | –             | 1R            | 1R            | 1R            | 2R            | 4R            | 1R            | 1R            | 1R            | –             | 1R            | 1R            | 4-10    |
| Wimbledon             | 1R            | 2R            | 3R            | 2R            | 3R            | 4R            | 3R            | 1R            | 1R            | –             | HF            | 2R            | 17-11   |
| US Open               | –             | 1R            | 3R            | 2R            | 1R            | 4R            | 1R            | 2R            | 1R            | 1R            | 1R            | 1R            | 7-11    |
| Winst-verlies         | 0-1           | 1-4           | 5-4           | 5-4           | 5-4           | 15-4          | 2-4           | 2-4           | 0-4           | 0-2           | 6-4           | 1-4           | 41-43   |
| Tennis Masters Cup    |               |               |               |               |               |               |               |               |               |               |               |               |         |
| ATP World Tour Finals | –             | –             | –             | –             | –             | HF            | –             | –             | –             | –             | –             |               | 2-2     |
| ATP Masters 1000      |               |               |               |               |               |               |               |               |               |               |               |               |         |
| Indian Wells          | –             | –             | –             | 1R            | KF            | HF            | 1R            | 2R            | 2R            | 1R            | 1R            | 2R            | 9-9     |
| Miami                 | –             | 1R            | 1R            | 2R            | 1R            | 2R            | 1R            | 2R            | –             | –             | 1R            | 3R            | 4-9     |
| Monte Carlo           | –             | –             | 1R            | 1R            | 1R            | 2R            | F             | 1R            | –             | –             | –             | 1R            | 6-7     |
| Rome                  | –             | –             | –             | 1R            | 1R            | KF            | 1R            | 1R            | –             | –             | –             | –             | 3-5     |
| Hamburg               | –             | 3R            | 2R            | 1R            | 2R            | 3R            | 1R            | 1R            | 2R            | 1R            | 1R            | g.t.          | 7-10    |
| Stuttgart             | –             | –             | –             | –             | geen toernooi | geen toernooi | geen toernooi | geen toernooi | geen toernooi | geen toernooi | geen toernooi | geen toernooi | 0-0     |
| Madrid                | geen toernooi | geen toernooi | geen toernooi | geen toernooi | 1R            | 1R            | 1R            | –             | –             | –             | 1R            | 1R            | 0-5     |
| Montréal/Toronto      | –             | 1R            | –             | –             | 1R            | HF            | 1R            | –             | –             | –             | –             | 2R            | 5-5     |
| Cincinnati            | –             | 3R            | –             | –             | KF            | HF            | 1R            | –             | –             | –             | –             |               | 9-4     |
| Shanghai              | geen toernooi | geen toernooi | geen toernooi | geen toernooi | geen toernooi | geen toernooi | geen toernooi | geen toernooi | geen toernooi | geen toernooi | geen toernooi |               | 0-0     |
| Parijs                | –             | 1R            | –             | –             | 1R            | KF            | 1R            | –             | –             | –             | 1R            |               | 2-5     |
| Olympische Spelen     |               |               |               |               |               |               |               |               |               |               |               |               |         |
| Olympische Spelen     | geen toernooi | geen toernooi | 2R            | geen toernooi | geen toernooi | geen toernooi | 1R            | geen toernooi | geen toernooi | geen toernooi | 2R            | g.t.          | 2-3     |
| Statistieken          |               |               |               |               |               |               |               |               |               |               |               |               |         |
| Totaal aantal titels  | 0             | 1             | 0             | 1             | 0             | 2             | 0             | 0             | 0             | 0             | 0             | 0             | 4       |
| Totaal winst-verlies  | 12-15         | 23-29         | 23-29         | 33-31         | 41-30         | 71-30         | 29-30         | 18-24         | 11-21         | 7-13          | 21-23         | 14-22         | 308-300 |
| Eindejaarsranking     | 111           | 48            | 45            | 43            | 33            | 6             | 42            | 89            | 95            | 130           | 30            |               | n.v.t.  |

N.B. "g.t." = geen toernooi

### Prestatietabel grand slam, dubbelspel
| Toernooi        | 2002 | 2003 | 2004 | 2005 | 2006 | 2007 | 2008 | 2009 | 2010 | 2011 |
| --------------- | ---- | ---- | ---- | ---- | ---- | ---- | ---- | ---- | ---- | ---- |
| Australian Open | 1R   | 1R   | 2R   | 1R   | 1R   | 2R   | 1R   | 1R   | 2R   | 2R   |
| Roland Garros   | 1R   | –    | 1R   | 2R   | 1R   | KF   | –    | –    | –    | –    |
| Wimbledon       | 2R   | –    | 1R   | KF   | 2R   | –    | –    | 1R   | 1R   | –    |
| US Open         | 1R   | 2R   | 2R   | 1R   | 2R   | 2R   | 2R   | –    | –    | –    |